# Лі Баодун
Лі Баодун (кит. 李保东; квітень 1955 р.) — китайський дипломат. Постійний представник Китайської Народної Республіки при ООН (2010—2013).

## Життєпис
Народився у квітні 1955 року в Пекіні. У 1977 році закінчив навчання в Пекінському університеті іноземних досліджень та Університеті Джона Гопкінса.
У 1977—1986 рр. — Співробітник Бюро обслуговування дипломатичних місій Пекінського муніципалітету
У 1986—1988 рр. — Третій секретар відділу новин Міністерства закордонних справ
У 1988—1989 рр. — Запрошений науковий співробітник, Університет Джонса Гопкінса США, Меріленд, Балтімор
У 1989—1992 рр. — заступник директора відділу новин МЗС КНР
У 1992—1995 рр. — Директор відділу Міністерства закордонних справ, Департамент міжнародних організацій та конференцій
У 1995—1997 рр. — Радник відділу Міністерства закордонних справ, міжнародних організацій та конференцій
У 1997—1998 рр. — Заступник директора Департаменту Міністерства закордонних справ, міжнародних організацій та конференцій
У 1998—2005 рр. — Старший посадовець Азійсько-Тихоокеанського економічного співробітництва (АТЕС)
У 1998—2005 рр. — Директор департаменту міжнародних організацій та конференцій МЗС КНР
У 2005—2006 рр. — Повноважний посол, Посольство Китаю в Замбії
У 2006—2010 рр. — Повноважний посол, Постійне представництво КНР при ООН, Женевський офіс Швейцарія, Женева
У 2010—2013 рр. — Повноважний Посол, Постійний представник КНР при ООН у Нью-Йорку, США. У березні 2011 року та червні 2012 року Лі був президентом Ради Безпеки ООН.
У 2013 році — заступник міністра закордонних справ Китайської Народної Республіки.